# Stanislas Julien

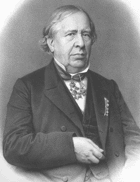
Stanislas Julien

Stanislas Aignan Julien, född 13 april 1797(?) i Orléans, död 14 februari 1873, var en fransk sinolog.
Julien föddes i Orléans och hette ursprungligen Noël i förnamn, men han upptog efter en yngre brors död dennes förnamn Stanislas Aignan.

## Utbildning och karriär
Julien studerade flera språk vid Collège de France och lyssnade bland annat till Jean-Pierre Abel-Rémusats föreläsningar i kinesiska. 1821 blev Julien biträdande professor i grekiska och 1832 professor i kinesiska vid Collège de France, till vars administratör han sedermera utsågs. 1833
blev Julien medlem av Institutet.
Såväl genom översättningar från den kinesiska litteraturen som genom egna arbeten vidgade Julien väsentligen Västerlandets kännedom om Kinas språk och kultur.

## Vetenskaplig gärning
Julien översatte dels vitterhetsarbeten, såsom dramerna Hoei-lan-ki, ou L'histoire du cercle de craie (1832)
och Tchao-chi-kou-eur (Den föräldralöse av huset Tchao; 1834), romanerna Blanche et Bleue, ou Les deux couleuvres-fées (1834), Ping-chan-ling-yen, ou Les deux jeunes filles lettrées (1860) och Yu-kiao-li, ou Les deux cousines (1863) samt poem och noveller, utgivna jämte en samling sagor av indiskt ursprung, "Les Avadânas" (1859), dels de filosofiska verken Meng-Tseu (1824-26), Le livré des récompenses et des peines av Kang-ing-pien (1835) och "Le livré de la voie et de la vertu" av Laozi (1841), dels slutligen två för kännedomen om Indien och buddhismen ytterst viktiga skrifter, L'histoire de la vie d'Hiouen-Tsang et de ses voyages (1853-58) och Xuanzangs Mémoires sur les contrées occidentales (1857). 

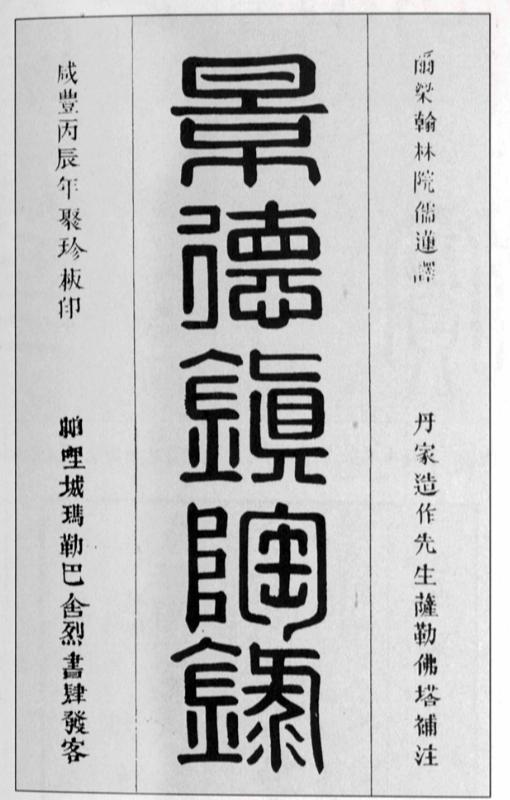
Titelsidan av Histoire et Fabrication de la Porcelaine

I praktiskt syfte sammanfattade Julien bl. a. på offentligt uppdrag en sedermera på flera språk översatt avhandling om den kinesiska silkesodlingen, Resumé des principaux traités chinois sur la culture des muriers et l'éducation des vers-à-soie (1837), skrev senare om det kinesiska porslinet ett arbete av bestående värde, Histoire et fabrication de la porcelaine chinoise (1856), och lämnade genom arbetet Industries anciennes et modernes de l'empire chinois (1869)
en från kinesiska författare hämtad allmän framställning av Kinas industri.
Bland Juliens språkvetenskapliga publikationer må nämnas Exercices pratiques d’analyse, de syntaxe et de lexicographie chinoises (1842), Méthode pour déchiffrer et transcrire les noms sanscrits qui se rencontrent dans les livrés chinois (1861) och Syntaxe nouvelle de la langue chinoise (1869-70).